# Alison Gregorka
Alison Gregorka (Ann Arbor, 29 giugno 1985) è una pallanuotista statunitense, vincitrice di una medaglia d'argento ai giochi olimpici di Pechino 2008.